# Sphiggurus vestitus
El puercoespín pardo enano (Sphiggurus vestitus) es una especie de roedor de la familia Erethizontidae.

## Distribución geográfica
Se encuentra en Colombia y Venezuela.

## Hábitat
Su hábitat natural son: zonas subtropicales o tropicales húmedas de tierras de baja altitud, bosques.